# هاپکیدو (فیلم)
هاپکیدو (به انگلیسی: Hapkido) همچنین تحت عنوان بانوی کونگ فو (به انگلیسی: Lady Kung Fu)، عنوان فیلمی رزمی ساخته سال ۱۹۷۲ هنگ کنگ، با بازی آنجلا مائو در نقش اصلی آن اسا.

## داستان
داستان فیلم در سال ۱۹۳۴ در کشور کره اتفاق می‌افتد.

## بازیگران
- آنجلا مائو – Yu Ying
- کارتر وونگ – Kao Chang
- سامو هونگ – Fan Wei
- Wong In Sik - Elder classmate
- جی هان-جائه - Teacher Shih Kung-chan
- Pai Ying - Chou Ba-tien
- نانسی سیت - Hsiao Hsiu
- گورو کومان - Toyoda Yaguma

### نقش‌های کوتاه
- بیلی چان - Marketplace fighter
- چینگ-ینگ لام - Marketplace fighter
- جکی چان - Black Bear student
- یوئن بیائو - Japanese martial arts student
- کُری یوئن - Japanese martial arts student

### نسخه DVD
- UK Promotional Trailer
- An Interview with UK Hapkido Instructor Tammy Parlour
- Combat Analysis